# Psalydolytta kittenbergeri
Psalydolytta kittenbergeri es una especie de coleóptero de la familia Meloidae.

## Distribución geográfica
Habita en Kenia.